# Clifford Curzon
Sir Clifford Michael Curzon (ur. 18 maja 1907 w Londynie, zm. 1 września 1982 tamże) – brytyjski pianista.

## Życiorys
Pochodził z rodziny o zainteresowaniach muzycznych, w dzieciństwie uczył się gry na skrzypcach, a później na fortepianie. W 1919 roku podjął naukę w Royal Academy of Music w Londynie, gdzie jego nauczycielami byli Charles Reddie i Katharine Goodson. Studia ukończył z najwyższymi wyróżnieniami. W wieku 16 lat wystąpił na koncercie The Proms, grając jako solista Koncert potrójny J.S. Bacha pod batutą Henry’ego Wooda. W 1926 roku, w wieku zaledwie 19 lat, otrzymał posadę wykładowcy w Royal Academy of Music. W latach 1928–1930 był uczniem Artura Schnabla w Berlinie, następnie w 1930 roku studiował w Paryżu u Wandy Landowskiej i Nadii Boulanger. Po powrocie do Wielkiej Brytanii rozpoczął intensywną działalność koncertową, w 1939 roku debiutował w Stanach Zjednoczonych, gdzie później wiele razy występował. Zasłynął jako interpretator utworów fortepianowych W.A. Mozarta i Beethovena, a także twórców okresu romantyzmu (Schubert, Schumann, Brahms). Dokonał nagrań płytowych dla wytwórni Decca Records i Columbia Records.
Komandor Orderu Imperium Brytyjskiego (1958). Doktor honoris causa University of Leeds (1970). W 1977 roku otrzymał tytuł szlachecki. W 1980 roku przyznano mu złoty medal Royal Philharmonic Society.
Jego żoną od 1931 roku była klawesynistka Lucille Wallace.